# Ториньи, Оде де Матиньон
Оде́ де Гойо́н де Матиньо́н (фр. Odet de Goyon de Matignon; 1559 — 7 августа 1595, Лон-ле-Сонье), граф де Ториньи — соратник короля Франции Генриха IV, генеральный наместник Нормандии.

## Биография
Сын Жака II де Гойон-Матиньона, графа де Ториньи, маршала Франции, и Франсуазы де Дайон дю Люд.
Губернатор Шербура, бальи Эврё, капитан пятидесяти тяжеловооруженных всадников и ста конных аркебузиров (1591).
1 марта 1574 набрал пехотный полк своего имени, и в качестве кампмейстера участвовал в осаде Сен-Ло. Во время штурма был сброшен со стены в ров, но сумел оттуда выбраться и первым вступил в город. Вечером один из родственников поздравил Оде с тем, что тот избежал ранения. «А мне, напротив, кажется, что я должен быть рассержен, — с наивностью ответил Матиньон, — ничто так не помогает юноше начать создавать репутацию, как ранение». По окончании кампании полк был распущен.
Штатный дворянин Палаты короля (1582). Отличился при подавлении крестьянского восстания (1588) и в битве при Арке, участвовал в битве при Иври и осадах Руана, Алансона и Лизьё.
Преданный Генриху III и Генриху IV, он ответил на письмо герцога Майенского, предлагавшего перейти на сторону Лиги: «Надеюсь быть единственным во Франции кто зовется Ториньи, но вы, вероятно, адресуетесь кому-то другому, кого можно убедить пожертвовать честью ради ваших блестящих предложений, ибо я не верю, что вы можете ожидать такого от меня».
1 апреля 1591 стал генеральным наместником Нормандии и губернатором Шербура. 31 октября того же года назначен государственным советником.
Лагерный маршал (в этом качестве получил жалование 1 января 1594), участвовал в том году в осаде Лана.
Рыцарь орденов короля (7.01.1595).
Генрих IV поручил Ториньи осаду Дижона, отправившись навстречу испанцам, с которыми состоялась битва при Фонтен-Франсез. В том же году Оде передал графу де Тийеру должность бальи Эврё.
Выступив против крупного испанского отряда, он форсировал Сону и атаковал Лон-ле-Сонье, когда стал жертвой заразной болезни и умер в возрасте 36 лет, к большому сожалению для короля, написавшего маршалу Матиньону: «Вы потеряли сына, а государство и я — доблестного друга; я не скажу ничего, чтобы попытаться вас утешить, но надеюсь, что добытая им слава должна уменьшить вашу печаль».
Де Ту пишет, что это был юный сеньор, подававший большие надежды, чьи рассудительность и доблесть превосходили обычные для его возраста. Ларок в «Истории дома д’Аркур» сообщает, что граф получил патент на должность адмирала Франции.

## Семья
Жена (контракт 09.1587): графиня Луиза де Мор из Бретани, дочь графа Шарля де Мора и Дианы д’Эскар, принцессы де Каранси и графини де Лавогийон. Брак бездетный. Вторым браком вышла за Гаспара де Рошешуара, маркиза де Мортемара